# Adachi and Shimamura
Adachi and Shimamura (яп. 安達としまむら Адати то Симамура, букв. «Адати и Симамура») — ранобэ в жанре юри, написанное Хитомой Ирумой и проиллюстрированное Нон. Главы публикуются в журнале Dengeki Bunko Magazine издательства ASCII Media Works с выпуска за октябрь 2012 года, а тома выходят под импринтом Dengeki Bunko. На основе книг были выпущены две манги и аниме-сериал.

## Сюжет
Как-то Сакура Адати и Хогэцу Симамура встречаются на втором этаже в спортзале, прогуливая физкультуру. Две девушки легко находят общий язык и начинают часто общаться. Со временем они становятся всё ближе и ближе друг к другу, и встаёт вопрос: это всё ещё дружба или уже нечто большее?

## Персонажи
- Сакура Адати (яп. 安達 桜 Адати Сакура)

Сэйю: Акари Кито
- Хогэцу Симамура (яп. 島村 抱月 Симамура Хо:гэцу)

Сэйю: Мику Ито
- Акира Хино (яп. 日野 晶 Хино Акира)

Сэйю: Манами Нумакура
- Таэко Нагафудзи (яп. 永藤 妙子 Нагафудзи Таэко)

Сэйю: Рэйна Уэда
- Ясиро Тикама (яп. 知我麻 社 Тикама Ясиро)

Сэйю: Иори Саэки

## Медиа

### Ранобэ
Ранобэ написано Хитомой Ирумой, иллюстрации к нему нарисованы Нон. Оно выпускалось по главам в журнале Dengeki Bunko Magazine издательства ASCII Media Works с октябрьского выпуска 2012 года. Издательство публикует собранные тома под импринтом Dengeki Bunko с 10 марта 2013 года. На октябрь 2020 года было выпущено 9 книг.
| № | Дата публикации     | ISBN                   |
| - | ------------------- | ---------------------- |
| 1 | 10 марта 2013 г.    | ISBN 978-4-04-891421-5 |
| 2 | 10 сентября 2013 г. | ISBN 978-4-04-891960-9 |
| 3 | 9 августа 2014 г.   | ISBN 978-4-04-866777-7 |
| 4 | 9 мая 2015 г.       | ISBN 978-4-04-865115-8 |
| 5 | 10 ноября 2015 г.   | ISBN 978-4-04-865505-7 |
| 6 | 10 мая 2016 г.      | ISBN 978-4-04-865946-8 |
| 7 | 10 ноября 2016 г.   | ISBN 978-4-04-892517-4 |
| 8 | 10 мая 2019         | ISBN 978-4-04-912383-8 |
| 9 | 10 октября 2020 г.  | ISBN 978-4-04-913128-4 |

### Манга
Манга-адаптация книг была нарисована Мани и выходила в сервисе Gangan Online издательства Square Enix с 4 апреля 2016 года по 22 декабря 2017 года. Главы были позже изданы в трёх танкобонах.
| № | Дата публикации    | ISBN                   |
| - | ------------------ | ---------------------- |
| 1 | 22 декабря 2016 г. | ISBN 978-4-75-755188-6 |
| 2 | 9 июня 2017 г.     | ISBN 978-4-75-755346-0 |
| 3 | 22 декабря 2017 г. | ISBN 978-4-75-755523-5 |

Вторая адаптация была нарисована Мокэ Юдзухарой и начала выходить в Monthly Comic Dengeki Daioh издательства ASCII Media Works 25 марта 2019 года. На октябрь 2020 года она была собрана в два танкобона.
| № | Дата публикации    | ISBN                   |
| - | ------------------ | ---------------------- |
| 1 | 27 ноября 2019 г.  | ISBN 978-4-04-912870-3 |
| 2 | 10 октября 2020 г. | ISBN 978-4-04-913482-7 |

### Аниме
6 мая 2019 года было объявлено о создании аниме-адаптации. Производством занимается студия Tezuka Productions, режиссёром выступил Сатоси Кувабара, сценаристом — Кэйитиро Оти, а дизайнером персонажей — Сидзуэ Канэко. Музыку к сериалу написали Нацуми Табути, Нанаэ Накамура и Мики Сакураи. Начальная тема «Kimi ni Aeta Hi» (яп. 君に会えた日 «День нашей встречи») исполнена Акари Кито и Мику Ито от имени их персонажей, а завершающая «Kimi no Tonari de» (яп. キミのとなりで «Рядом с тобой») — одной Кито. Премьера аниме состоялась 9 октября 2020 года на каналах TBS и BS11. Сериал состоит из 12 серий.
Funimation приобрела права на сериал и транслирует его на своем сайте в Северной Америке и Великобритании, тогда как в Австралии и Новой Зеландии права принадлежат AnimeLab. На русском языке сериал транслирует Wakanim.

## Критика
Повествование в ранобэ ведётся от лица обеих героинь по очереди, и у каждой из них есть свой отличимый голос, что не так часто случается в книгах. Ранобэ не хватает психологической глубины, автор больше увлечен описанием внешности героинь, чем их переживаний. Это делает произведение более подходящим подросткам, чем взрослым.
В обзорах премьерной серии аниме критики отмечают отличный баланс между внутренними монологами и действиями героинь. Это отличная премьера как в визуальном плане, так и в плане сюжета. Она заметно превосходит вышедшие в этом же сезоне романтическую TONIKAWA и другое юри Assault Lily Bouquet. Самым заметным недостатком сериала оказалось порой неподходящее настроению поведение камеры — кадр часто фокусируется на груди или бедрах героинь, напоминая скорее гаремный сёнэн.
В обзорах и ранобэ, и аниме отмечают, что присутствие персонажа из другого произведения автора, Ground Control to Psychoelectric Girl, кажется странным и не вписывающимся в остальное повествование.